# Штендаль
Штендаль (нім. Stendal; нім. вимова: [ˈʃtɛndaːl] ( прослухати)) — місто в федеральній землі Саксонія-Ангальт, Німеччина. Адміністративний центр району Штендаль та неофіційна столиця Альтмарку. Площа — 268,02 км2. Населення становить 38 359 ос. (станом на 31 грудня 2021). Знаходиться за 125 км на захід від Берліна та близько 170 км на схід від Ганновера. В Штендалі знаходиться ринок та психіатрична клініка.
Місто заснував Альбрехт Ведмідь в XII столітті, воно швидко стало важливим членом Ганзейської унії. Величні церкви, міська зала, та дві міські брами свідчать про колишні статки міста.
Після Наполеонівських воєн, Штендаль, колись частина Бранденбурзького маркграфства, перейшов до прусської провінції Саксонія. Від 1949 р. і до злуки Німеччини 1990 р., Штендаль належав до Німецької Демократичної Республіки.
Авторство псевдоніму «Стендаль» французького письменника Анрі-Марі Бейля зазвичай приписують уродженцю Штендаля 1717 р., німецькому письменникові Йоганну Вінкельману.